# فرناندو سيلفا دوس سانتوس
فرناندو سيلفا دوس سانتوس هو لاعب كرة قدم برازيلي، ولد في 18 مايو 1991 في ريو دي جانيرو في البرازيل. لعب مع سلافيا صوفيا وشانلي أورفا سبور ونادي أيه بي سي.

## وصلات خارجية
- فرناندو سيلفا دوس سانتوس على موقع اتحاد تركيا (لاعب) (الإنجليزية)
- فرناندو سيلفا دوس سانتوس على موقع قاعدة بيانات كرة القدم.إي يو (الإنجليزية)
- فرناندو سيلفا دوس سانتوس على موقع Soccerway.com (الإنجليزية)
- فرناندو سيلفا دوس سانتوس على موقع عالم كرة القدم.نت (الإنجليزية)